# Graveto
"Graveto" é uma canção da cantora e compositora brasileira Marília Mendonça, lançada como single em 10 de janeiro de 2020 pela gravadora Som Livre. Foi gravada ao vivo em Belo Horizonte, Minas Gerais.

## Composição
Assim como todas as canções do projeto intinerante Todos os Cantos, "Graveto" não é uma música autoral. Seus compositores são Edu Moura, Matheus di Padua e Normani Pelegrini. A canção aborda um relacionamento em vias de terminar com o cansaço e a insatisfação de uma das partes.

## Gravação
A canção foi gravada em 7 de outubro de 2019 na Praça da Estação, em Belo Horizonte, em Minas Gerais, sendo a primeira cidade da região sudeste a receber uma gravação (e a única em formato ao vivo). Apesar de ter recebido divulgação mínima e no mesmo dia assim como todos os outros lugares, show teve o maior público de todas as gravações de Todos os Cantos, reunindo um número estimado de 100 mil pessoas.
Durante a gravação, Marília Mendonça estava com a gravidez de seu primeiro e único filho avançada. A apresentação também envolveu contratempos, com arrastões, assaltos e assassinatos. Mais tarde, a prefeitura de Belo Horizonte e a Polícia Militar encaminharam um ofício ao Ministério Público solicitando que a equipe de Marília se responsabilizasse financeiramente pelas ocorrência, sobretudo pelo show ter sido estruturado em segredo. Assim, não teria sido claro que Marília era a cantora da apresentação e que teria tanto público no espaço. Foram registradas 46 ocorrências e 14 pessoas foram presas.
Em resposta, a equipe de Marília lamentou a violência na gravação e disse: "Todas as autoridades locais são previamente avisadas e as autorizações solicitadas aos órgãos de segurança local, que libera o alvará para a realização do evento".

## Lançamento e recepção
| Críticas profissionais | Críticas profissionais |
| Avaliações da crítica  | Avaliações da crítica  |
| Fonte                  | Avaliação              |
| ---------------------- | ---------------------- |
| G1                     | [ 1 ]                  |

"Graveto" foi lançada como single em 10 de janeiro de 2020 simultaneamente com sua versão em videoclipe, e além de ter se tornado um sucesso comercial imediato, se tornou um dos maiores sucessos da carreira da cantora. A canção foi o clipe brasileiro mais assistido no YouTube naquele ano, com mais de 230 milhões de visualizações em menos de um ano.
Mauro Ferreira, em crítica publicada no G1, atribuiu uma cotação de 3 estrelas de 5 para "Graveto" e afirmou que a voz de Marília Mendonça é "hábil ao exteriorizar o sofrimento de canção que não resistiria a um registro mais íntimo" e que, embora a canção segundo ele seja "banal", a força da música estaria "na gravação, captada ao vivo em apresentação de Marília em Belo Horizonte".
Pela gravidez avançada e, depois pela pandemia de COVID-19, "Graveto" foi a última gravação ao vivo de Marília Mendonça para o projeto Todos os Cantos, que também não pôde ser retomado em 2022 com a morte da cantora em novembro de 2021. Com isso, nenhuma capital da região sul recebeu gravações para a obra, bem como outras capitais das demais regiões, como São Paulo e Rio de Janeiro.

## Certificações e vendas
| Região                                                        | Certificação | Unidades/vendas |
| ------------------------------------------------------------- | ------------ | --------------- |
| Brasil (PMB)                                                  | 7× Diamante  | - 2.100.000‡    |
| ‡vendas+valores de streaming baseados somente na certificação |              |                 |